# Kresh jezici
Kresh jezici, nilsko-saharska podskupina jezika koji se govore na području Sudana. Predstavnici su dva jezika, aja [aja] s 200 govornika (1993 SIL) u provinciji Bahr el Ghazal i gbaya, nazivan i kpala ili kresh [krs] 16,000 (1987 SIL) na zapadu iste provincije.
Gbaya se ne smije brkati s gbaya jezicima, koji čine dio nigersko-kongoanske porodice

## Vanjske poveznice
- Ethnologue (14th)
- Ethnologue (15th)